# Certosino di Bologna
El certosino di Bologna (en boloñés pan spzièl o zartuðen) es un tradicional dulce navideño de la gastronomía boloñesa que contiene 5 especias chinas, miel, almendras, piñones, chocolate negro y frutas confitadas. Se amasa con amoniaco para alimentos y, seguidamente, se deja reposar durante una noche antes de su cocción. Además, este dulce típico también es reconocido con el nombre alternativo de "pan especial" (panspzièl).
| Certosino di Bologna | Certosino di Bologna  |
| -------------------- | --------------------- |
|                      |                       |
| Origen               |                       |
| Otros nombres        | Panspeziale Panone    |
| Lugar de origen      | Italia                |
| Zona de producción   | Bolonia               |
| Detalles             |                       |
| Categoría            | dulce                 |
| Sector               | producto de panadería |

## Historia
La receta de este dulce típico de Navidad de la cocina boloñesa tiene raíces muy antiguas que se remontan a la Edad Media, cuando los farmacéuticos, también conocidos como "boticarios", eran los encargados de su producción. Más adelante, la responsabilidad pasó a manos de los frailes de Certosa, hoy en día cementerio de Bolonia. Fue este grupo de frailes quienes inicialmente comenzaron a elaborar el "pan especial" con tal maestría que el postre cambió su denominación, adoptando el nombre de la fraternidad. Sin embargo, algunos sostienen que la etimología del nombre proviene del dialecto panspzièl, que significa pan especial.
Aunque los frailes de San Brunone llevaron el certosino a la corte papal, lamentablemente, su popularidad nunca trascendió los límites de la provincia boloñesa. Aunque en su región vecina Romaña se pueden encontrar dulces similares bajo diferentes nombres. Antiguamente, este dulce solía ser elaborado principalmente por familias, en la actualidad, es más común hallarlo en pastelerías, aunque aún persiste aquellos que optan por producirlo en sus hogares.

## Receta
Para preparar el certosino de Bolonia, comienza calentando la miel en una cacerola y, una vez, que esté completamente líquida, retírala del fuego e incorpora 60 gramos de fruta confitada picada. Vierte la harina en un recipiente grande y agrega las almendras con piel, los piñones, la levadura, la canela, el cacao, el chocolate troceado, la mermelada, el Marsala y la miel con la fruta confitada troceada. Mezcla todos los ingredientes y vierte la mezcla en un molde para donuts, previamente untado con mantequilla y enharinado.
Deja reposar la mezcla en un lugar cálido durante 4 horas. Luego, decora la superficie del postre con la fruta confitada restante, las almendras peladas, las nueces y algunos piñones. Hornea el certosino a 180° durante 50 minutos, después, sácalo, desmóldalo y deja que se enfríe. Una vez que el postre esté frío, úntalo con miel licuada.
| Ingredientes |
| --- |
| 350 gramos de harina 300 gramos de miel 250 gramos de mermelada de membrillo 200 gramos de almendras peladas 200 gramos de almendras con piel 125 gramos de frutas confitadas variadas 75 gramos de Marsala 50 gramos de piñones 50 gramos de chocolate negro 50 gramos de cacao 15 gramos de mantequilla 12 gramos de levadura en polvo 1 gramo de canela molida 1 gramo de granos de nuez |